# Napeogenes excellens
Napeogenes excellens är en fjärilsart som beskrevs av Anton Srnka 1885. Napeogenes excellens ingår i släktet Napeogenes och familjen praktfjärilar. Inga underarter finns listade i Catalogue of Life.